# Het bloedbad van Chios
Het bloedbad van Chios (Frans: Scènes des massacres de Scio) is een schilderij van Eugène Delacroix. Het is een van de eerste grote werken van de schilder en laat de verschrikkingen zien die plaatsvonden op het eiland Chios tijdens de Griekse Onafhankelijkheidsoorlog. Sinds 1874 maakt het deel uit van de collectie van het Louvre.

## Geschiedenis
Aan het begin van de negentiende eeuw behoorde Griekenland nog tot het Ottomaanse Rijk. In deze periode ontstonden er talloze opstanden, die echter allemaal bloedig werden onderdrukt. Zo begonnen de Ottomaanse troepen op 12 april 1822 aan een aanval op de inwoners van Chios die enige maanden zou duren. Het grootste deel van de circa 100.000 eilandbewoners werd vermoord, tot slaaf gemaakt of moest vluchten.
Het bloedbad op Chios zorgde voor ophef in de intellectuele kringen van de Romantiek, die fervente voorstanders waren van de Griekse onafhankelijkheid. Ook Eugène Delacroix was diep verontwaardigd en besloot een schilderij te maken om de gebeurtenissen aan te klagen. Hiervoor maakte hij gebruik van diverse getuigenissen. Het schilderij, waarvoor hij verschillende voorbereidende tekeningen maakte, kwam in 1824 gereed en werd op 25 augustus van dat jaar op de Salon gepresenteerd onder de titel Scènes des massacres de Scio; familles grecques attendent la mort ou l'esclavage.
Het schilderij werd door de critici niet goed ontvangen. Velen verweten Delacroix zijn 'grove' gebruik van kleur en het gebrek aan tekening van de figuren, wat aangezien werd voor slordigheid. Stendhal had de indruk dat het schilderij oorspronkelijk pestslachtoffers uitbeeldde en later door de schilder was aangepast. Ingres ging zelfs zo ver om het te omschrijven als "de koorts en epilepsie van de moderne kunst". Ondanks de felle kritiek kocht de Franse staat het schilderij in 1824 voor het aanzienlijke bedrag van 6.000 frank om het tentoon te stellen in het Palais du Luxembourg. In november 1874 werd het verplaatst naar het Louvre.

## Voorstelling
Het schilderij geeft de wreedheden die de Turken begaan tegen de burgerbevolking van het eiland Chios krachtig weer. Het tafereel mist een heldhaftige hoofdpersoon, maar ook een echte centrale as. Het punt waarop de compositie zich normaal gesproken concentreert, is hier leeg. Op de voorgrond is een groep gevangenen te zien. Ze worden bijeen gedreven door een Turk te paard, de enige persoon in de scène die een zekere vitaliteit uitstraalt. De rest verkeert in een toestand van uitputting en wacht gelaten op deportatie. In het midden ligt een stervende man die in zijn zij is doorboord. Ook is een oudere Griekse vrouw te zien die naast het lijk van een andere vrouw zit. Het jonge zoontje van de dode vrouw klampt zich vast aan haar lichaam en probeert tevergeefs aan haar borst te zuigen. Uiterst links is een naakte vrouw vastgebonden aan het paard van de Turkse soldaat. Op de achtergrond, in een vluchtige compositie en zonder precies verdwijnpunt, zijn een donkere lucht en een dorre vlakte met geplunderde, brandende nederzettingen en verschroeide aarde te zien. Het grootste deel van de mediterrane horizon is geschilderd in sombere aardkleuren. Dit wordt alleen onderbroken door rook, de manen van het steigerende paard en het hoofd van de soldaat.  
In Het bloedbad van Chios experimenteerde Delacroix met de vernieuwingen die zijn vriend en collega Théodore Géricault had gebruikt in Het vlot van de Medusa, waarvan hij de piramidale opzet en thema's overnam. De figuren liggen dicht tegen elkaar aan en worden fel belicht, bijna zonder schaduwen. De chromatische harmonieën in dit schilderij zijn levendig. De talrijke kleurcontrasten gaan gepaard met emotionele contrasten. Delacroix verzoent de macabere en onrustige kanten van het schilderij met de tedere en sensuele kanten. Dit komt bijvoorbeeld tot uiting in het wellustige beeld van de naakte vrouw die vastgebonden is aan het paard. Tot slot valt het contrast op tussen het realisme van de details, die de schilder zorgvuldig weergeeft, en het onrealisme dat hij doelbewust bereikt door statische elektriciteit en beweging te combineren.
Twee werken van Delacroix, Hoofd van een oude vrouw en Jong weesmeisje op het kerkhof, worden gezien als studies voor Het bloedbad van Chios.

## Afbeeldingen

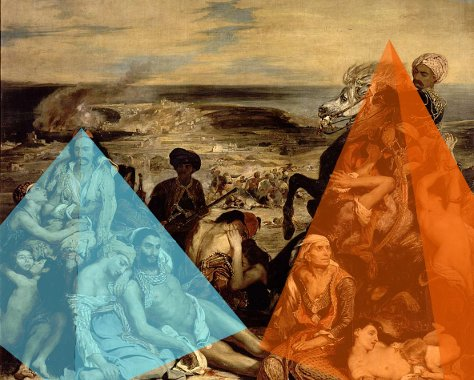
Piramidale opbouw van het schilderij
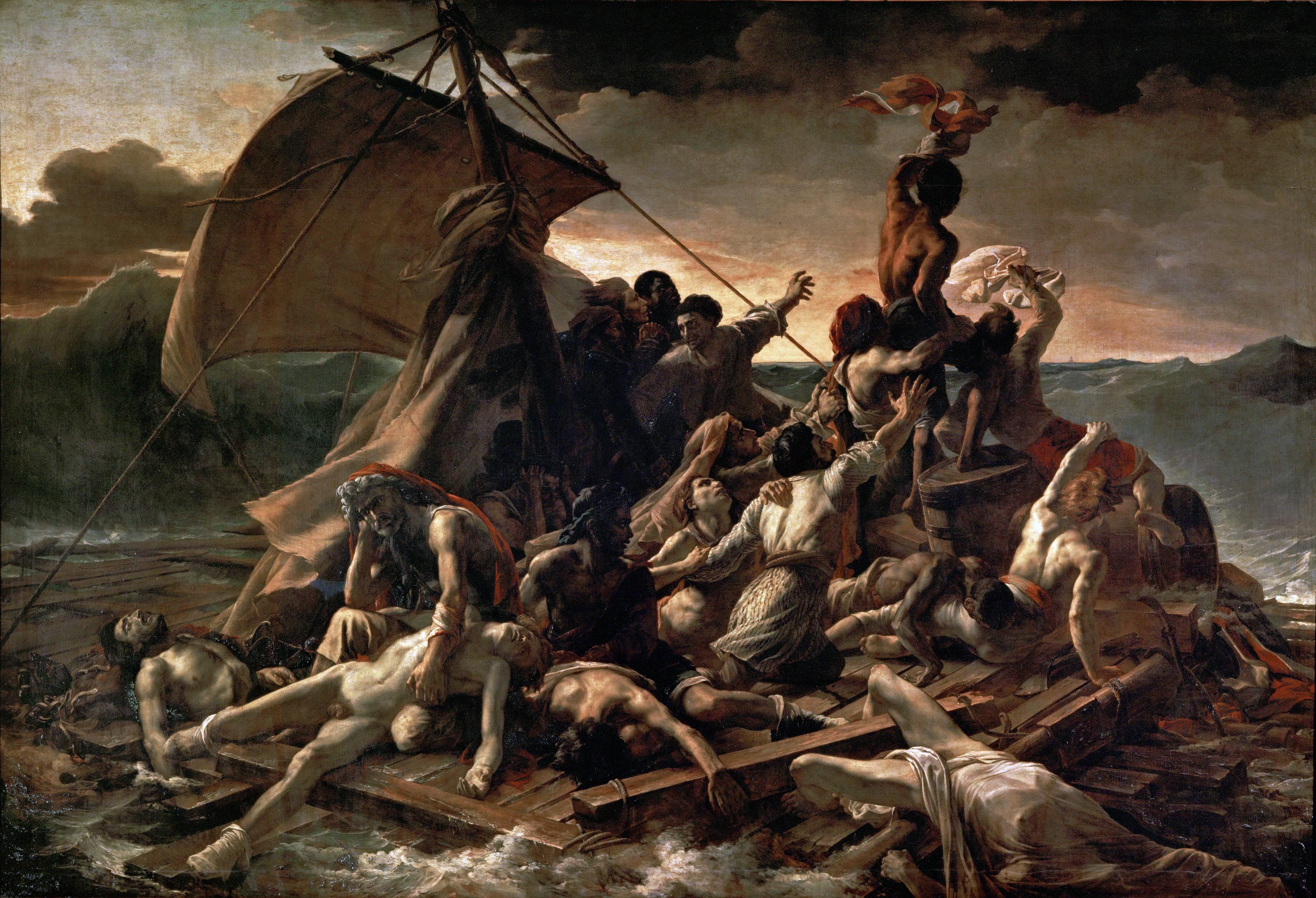
Het vlot van de Medusa - Théodore Géricault
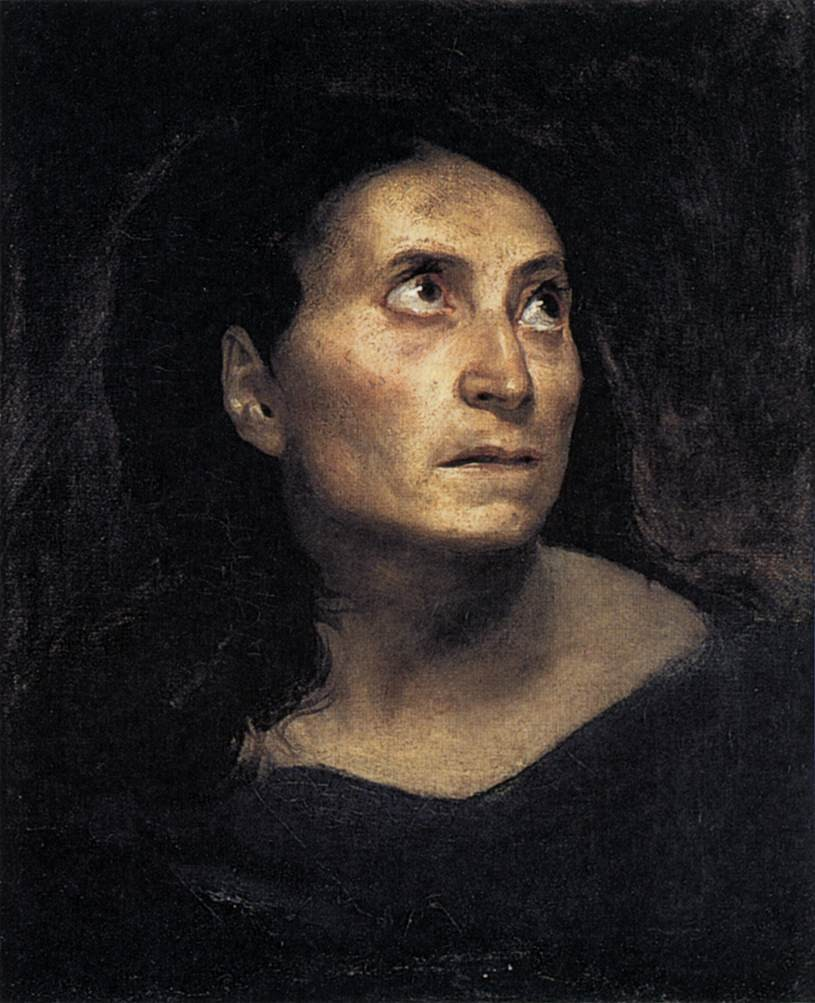
Hoofd van een oude vrouw (studie)
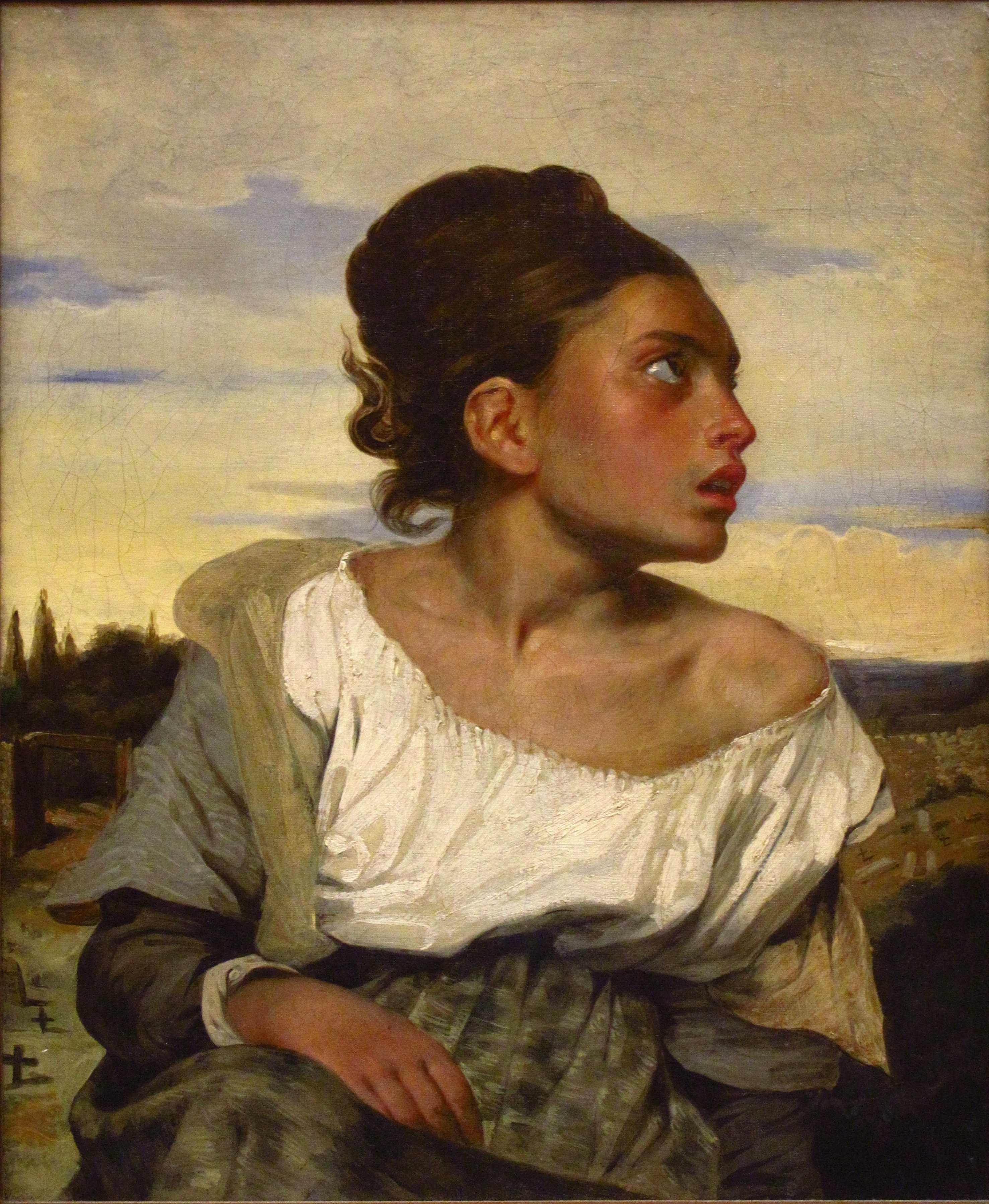
Jong weesmeisje op het kerkhof (studie)